# Шлем из Канозы
Шлем из Канозы (IS BA 1, ST Sp BA 1, II Interpromium A, CII 2925) — южнопиценский артефакт, бронзовый шлем с надписью, датируемый концом IV — первой половиной III века до нашей эры. Находится в Национальном археологическом музее Флоренции (инвентарный номер 1237).

## Описание

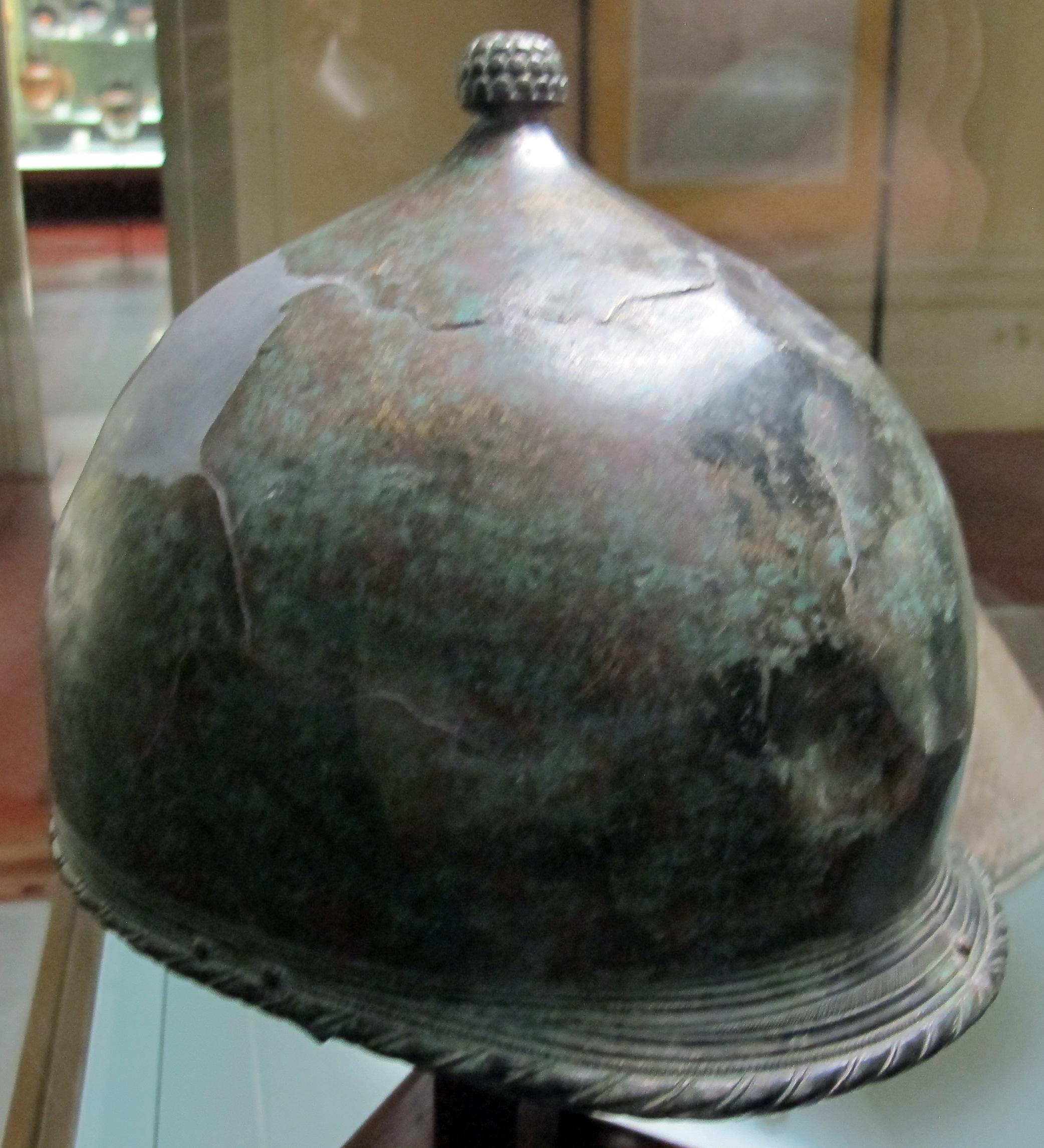
Шлем в Археологическом музее Флоренции

Поверхность шлема сильно корродирована и покрыта вмятинами, левый нащёчник отсутствует; лакуны заполнены при реставрации. Считается, что шлем был найден в окрестностях Каноза-ди-Пулья в 1673 или 1674 году. Находился в коллекции Пьетро Андреа Андреини, которая позже была объединена с коллекцией Медичи в галерее Уффици.
Датируется первой половиной III века до н. э., концом IV — первыми десятилетиями III века до н. э. или 325—275 годами до н. э..

## Надпись

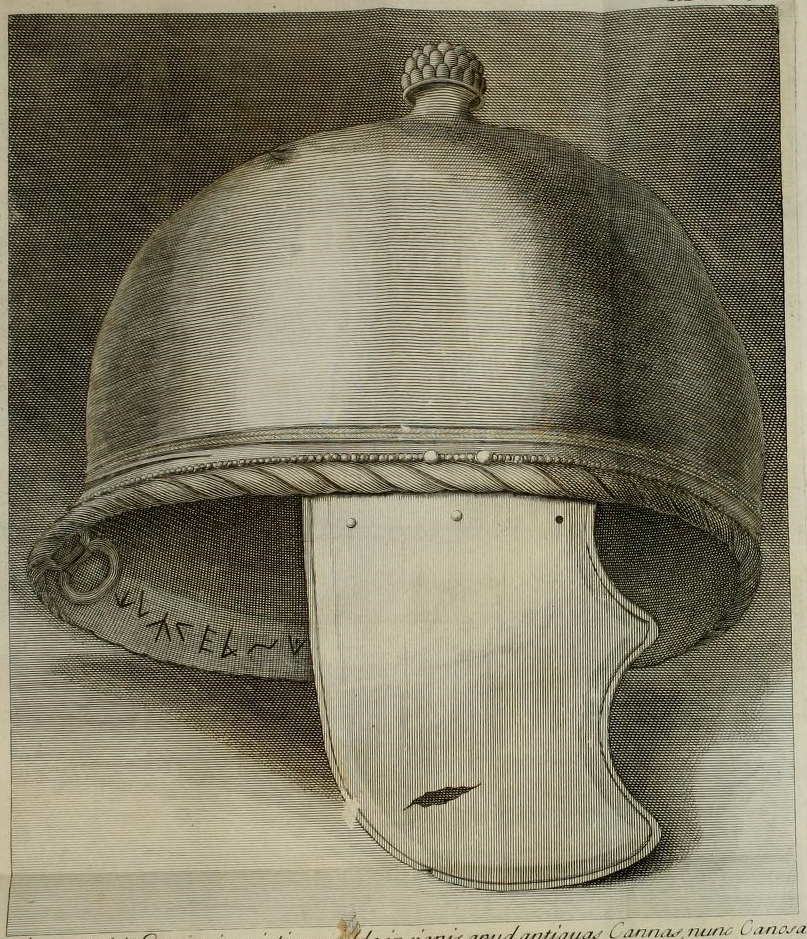
Рисунок шлема в книге Антонио Гори

Надпись выполнена южнопиценским алфавитом справа налево с внутренней стороны шлема, левее крепления для нащёчника. Длина надписи — 6,6 см, высота букв — от 0,4 до 1,5 см. Она содержит одно слово из 8 букв, úlú-erna (прочтение четвёртой буквы спорно).
Первый и третий знаки — варианты одной и той же буквы, ú, но при этом первый направлен вниз (, что типично для южнопиценского алфавита), а третий — вверх (); оба знака имеют длинные вертикальные линии.
Четвёртый знак имеет форму уголка (<). Его интерпретируют как g, v или совершенно уникальный знак (транслитерируемый как β). В последнем случае предполагается, что это может быть знак для обозначения звонкого аллофона /f/ внутри слова после плавного согласного.
Пятый знак, e, состоит из трёх параллельных черт и длинной вертикальной. Седьмой, n, состоит из трёх наклонных линий и сильно сплющен по вертикали. Заключительный знак, a, имеет точку внутри ().
Предположительно, слово является личным именем, но его лингвистическая принадлежность не определена, поэтому алфавит надписи, возможно, является его единственным южнопиценским признаком. Это может быть аблатив от названия местности *Uluerna (сродни этносу Uluernates, упоминающемуся в «Естественной истории» Плиния Старшего), обозначающий источник трофея, или же прилагательное женского рода единственного числа в именительном падеже, согласующееся со словом «шлем» и обозначающее владельца или мастера.